# Copa Heineken 2004–05
A Copa Heineken 2004-05 foi a 10ª edição do evento e foi vencida pela equipa francesa Stade Toulousain de Toulouse.

## Times
| Grupo 1                                                                  | Grupo 2                                                     | Grupo 3                                                                     | Grupo 4                                                        | Grupo 5                                                                   | Grupo 6                                                            |
| ------------------------------------------------------------------------ | ----------------------------------------------------------- | --------------------------------------------------------------------------- | -------------------------------------------------------------- | ------------------------------------------------------------------------- | ------------------------------------------------------------------ |
| - Leicester Tigers - London Wasps - Biarritz Olympique - Rugby Calvisano | - Bath Rugby - Bourgoin - Leinster Rugby - Benetton Treviso | - Northampton Saints - Stade Toulousain - Glasgow Rugby - Llanelli Scarlets | - NEC Harlequins - Castres Olympique - Munster Rugby - Ospreys | - Newcastle Falcons - Perpignan - Edinburgh Rugby - Newport Gwent Dragons | - Gloucester Rugby - Stade Français - Ulster Rugby - Cardiff Blues |

## Primeira fase

### Grupo 1
| 23 outubro, 2004 |        |                 |              |
| Leicester Tigers | 37 - 6 | Rugby Calvisano | Welford Road |
|                  |        |                 | Welford Road |

| 24 outubro, 2004 |        |                    |            |
| London Wasps     | 25 -12 | Biarritz Olympique | Adams Park |
|                  |        |                    | Adams Park |

| 30 outubro, 2004 |         |              |                             |
| Rugby Calvisano  | 22 - 31 | London Wasps | Centro Sportivo San Michele |
|                  |         |              | Centro Sportivo San Michele |

| 30 outubro, 2004   |        |                  |                          |
| Biarritz Olympique | 23 - 8 | Leicester Tigers | Parc des Sports Aguilera |
|                    |        |                  | Parc des Sports Aguilera |

| 4 dezembro, 2004   |         |                 |                          |
| Biarritz Olympique | 41 - 10 | Rugby Calvisano | Parc des Sports Aguilera |
|                    |         |                 | Parc des Sports Aguilera |

| 5 dezembro, 2004 |         |                  |            |
| London Wasps     | 31 - 37 | Leicester Tigers | Adams Park |
|                  |         |                  | Adams Park |

| 11 dezembro, 2004 |         |                    |                             |
| Rugby Calvisano   | 17 - 48 | Biarritz Olympique | Centro Sportivo San Michele |
|                   |         |                    | Centro Sportivo San Michele |

| 12 dezembro, 2004 |         |              |              |
| Leicester Tigers  | 35 - 27 | London Wasps | Welford Road |
|                   |         |              | Welford Road |

| 9 janeiro, 2005  |         |                    |              |
| Leicester Tigers | 17 - 21 | Biarritz Olympique | Welford Road |
|                  |         |                    | Welford Road |

| 9 janeiro, 2005 |         |                 |            |
| London Wasps    | 45 - 14 | Rugby Calvisano | Adams Park |
|                 |         |                 | Adams Park |

| 15 janeiro, 2005   |         |              |                          |
| Biarritz Olympique | 18 - 15 | London Wasps | Parc des Sports Aguilera |
|                    |         |              | Parc des Sports Aguilera |

| 15 janeiro, 2005 |         |                  |                          |
| Rugby Calvisano  | 10 - 62 | Leicester Tigers | Campo Comunale di Rovato |
|                  |         |                  | Campo Comunale di Rovato |

Classificação
| Time               | J | V | E | D | T+ | T- | T+/- | P+  | P-  | P+/- | 4+ | 7- | Pts |
| ------------------ | - | - | - | - | -- | -- | ---- | --- | --- | ---- | -- | -- | --- |
| Biarritz Olympique | 6 | 5 | 0 | 1 | 20 | 9  | 11   | 163 | 92  | 71   | 2  | 0  | 22  |
| Leicester Tigers   | 6 | 4 | 0 | 2 | 24 | 9  | 15   | 196 | 118 | 78   | 2  | 1  | 19  |
| London Wasps       | 6 | 3 | 0 | 3 | 21 | 14 | 7    | 174 | 138 | 36   | 2  | 2  | 16  |
| Rugby Calvisano    | 6 | 0 | 0 | 6 | 10 | 43 | −33  | 79  | 264 | −185 | 0  | 0  | 0   |

Legenda: J Jogos, V Vitórias, E Empates, D Derrotas, T+ T- T+/- Tries a favor contra saldo, P+ P- P+/- Pontos a favor contra saldo, 4+ Bônus ofensivo, 7- Bônus defensivo, PTs Pontos,

### Grupo 2
| 23 outubro, 2004 |         |          |                       |
| Bath Rugby       | 22 - 12 | Bourgoin | The Recreation Ground |
|                  |         |          | The Recreation Ground |

| 23 outubro, 2004 |        |                |                           |
| Benetton Treviso | 7 - 25 | Leinster Rugby | Stadio Comunale di Monigo |
|                  |        |                | Stadio Comunale di Monigo |

| 29 outubro, 2004 |        |                  |                    |
| Bourgoin         | 0 - 34 | Benetton Treviso | Stade Pierre Rajon |
|                  |        |                  | Stade Pierre Rajon |

| 30 outubro, 2004 |         |            |                |
| Leinster Rugby   | 30 - 11 | Bath Rugby | Lansdowne Road |
|                  |         |            | Lansdowne Road |

| 4 dezembro, 2004 |         |            |                           |
| Benetton Treviso | 29 - 23 | Bath Rugby | Stadio Comunale di Monigo |
|                  |         |            | Stadio Comunale di Monigo |

| 4 dezembro, 2004 |         |          |                |
| Leinster Rugby   | 92 - 17 | Bourgoin | Lansdowne Road |
|                  |         |          | Lansdowne Road |

| 10 dezembro, 2004 |         |                |                    |
| Bourgoin          | 23 - 26 | Leinster Rugby | Stade Pierre Rajon |
|                   |         |                | Stade Pierre Rajon |

| 11 dezembro, 2004 |        |                  |                       |
| Bath Rugby        | 47 - 7 | Benetton Treviso | The Recreation Ground |
|                   |        |                  | The Recreation Ground |

| 8 janeiro, 2005 |         |                |                       |
| Bath Rugby      | 23 - 27 | Leinster Rugby | The Recreation Ground |
|                 |         |                | The Recreation Ground |

| 8 janeiro, 2005  |         |          |                           |
| Benetton Treviso | 40 - 29 | Bourgoin | Stadio Comunale di Monigo |
|                  |         |          | Stadio Comunale di Monigo |

| 15 janeiro, 2005 |         |                  |                |
| Leinster Rugby   | 57 - 17 | Benetton Treviso | Lansdowne Road |
|                  |         |                  | Lansdowne Road |

| 15 janeiro, 2005 |         |            |                    |
| Bourgoin         | 17 - 23 | Bath Rugby | Stade Pierre Rajon |
|                  |         |            | Stade Pierre Rajon |

Classificação
| Time             | J | V | E | D | T+ | T- | T+/- | P+  | P-  | P+/- | 4+ | 7- | Pts |
| ---------------- | - | - | - | - | -- | -- | ---- | --- | --- | ---- | -- | -- | --- |
| Leinster Rugby   | 6 | 6 | 0 | 0 | 33 | 10 | 23   | 257 | 100 | 157  | 2  | 0  | 26  |
| Bath Rugby       | 6 | 3 | 0 | 3 | 15 | 11 | 4    | 149 | 122 | 27   | 1  | 2  | 15  |
| Benetton Treviso | 6 | 3 | 0 | 3 | 14 | 21 | −7   | 136 | 181 | −45  | 2  | 0  | 14  |
| Bourgoin         | 6 | 0 | 0 | 6 | 9  | 29 | −20  | 98  | 237 | −139 | 0  | 2  | 2   |

Legenda: J Jogos, V Vitórias, E Empates, D Derrotas, T+ T- T+/- Tries a favor contra saldo, P+ P- P+/- Pontos a favor contra saldo, 4+ Bônus ofensivo, 7- Bônus defensivo, PTs Pontos,

### Grupo 3
| 22 outubro, 2004  |       |                  |              |
| Llanelli Scarlets | 6 - 9 | Stade Toulousain | Stradey Park |
|                   |       |                  | Stradey Park |

| 24 outubro, 2004 |        |                    |           |
| Glasgow Rugby    | 9 - 13 | Northampton Saints | Hughenden |
|                  |        |                    | Hughenden |

| 29 outubro, 2004 |         |               |                     |
| Stade Toulousain | 43 - 17 | Glasgow Rugby | Stade Ernest Wallon |
|                  |         |               | Stade Ernest Wallon |

| 30 outubro, 2004   |        |                   |                    |
| Northampton Saints | 25 - 3 | Llanelli Scarlets | Franklin's Gardens |
|                    |        |                   | Franklin's Gardens |

| 4 dezembro, 2004   |         |                  |                    |
| Northampton Saints | 23 - 21 | Stade Toulousain | Franklin's Gardens |
|                    |         |                  | Franklin's Gardens |

| 5 dezembro, 2004 |         |                   |           |
| Glasgow Rugby    | 26 - 29 | Llanelli Scarlets | Hughenden |
|                  |         |                   | Hughenden |

| 11 dezembro, 2004 |         |                    |                     |
| Stade Toulousain  | 25 - 12 | Northampton Saints | Stade Ernest Wallon |
|                   |         |                    | Stade Ernest Wallon |

| 12 dezembro, 2004 |         |               |              |
| Llanelli Scarlets | 38 - 22 | Glasgow Rugby | Stradey Park |
|                   |         |               | Stradey Park |

| 7 janeiro, 2005 |         |                  |           |
| Glasgow Rugby   | 10 - 30 | Stade Toulousain | Hughenden |
|                 |         |                  | Hughenden |

| 9 janeiro, 2005   |         |                    |              |
| Llanelli Scarlets | 20 - 22 | Northampton Saints | Stradey Park |
|                   |         |                    | Stradey Park |

| 14 janeiro, 2005   |         |               |                    |
| Northampton Saints | 33 - 23 | Glasgow Rugby | Franklin's Gardens |
|                    |         |               | Franklin's Gardens |

| 14 janeiro, 2005 |         |                   |                     |
| Stade Toulousain | 53 - 36 | Llanelli Scarlets | Stade Ernest Wallon |
|                  |         |                   | Stade Ernest Wallon |

Classificação
| Time               | J | V | E | D | T+ | T- | T+/- | P+  | P-  | P+/- | 4+ | 7- | Pts |
| ------------------ | - | - | - | - | -- | -- | ---- | --- | --- | ---- | -- | -- | --- |
| Stade Toulousain   | 6 | 5 | 0 | 1 | 21 | 9  | 12   | 181 | 104 | 77   | 3  | 1  | 24  |
| Northampton Saints | 6 | 5 | 0 | 1 | 11 | 7  | 4    | 128 | 101 | 27   | 1  | 0  | 21  |
| Llanelli Scarlets  | 6 | 2 | 0 | 4 | 15 | 17 | −2   | 132 | 157 | −25  | 3  | 2  | 13  |
| Glasgow Rugby      | 6 | 0 | 0 | 6 | 11 | 25 | −14  | 107 | 186 | −79  | 0  | 2  | 2   |

Legenda: J Jogos, V Vitórias, E Empates, D Derrotas, T+ T- T+/- Tries a favor contra saldo, P+ P- P+/- Pontos a favor contra saldo, 4+ Bônus ofensivo, 7- Bônus defensivo, PTs Pontos,

### Grupo 4
| 23 outubro, 2004 |        |                |              |
| Munster Rugby    | 15 - 9 | Harlequin F.C. | Thomond Park |
|                  |        |                | Thomond Park |

| 23 outubro, 2004  |         |         |                      |
| Castres Olympique | 38 - 17 | Ospreys | Stade Pierre Antoine |
|                   |         |         | Stade Pierre Antoine |

| 30 outubro, 2004 |         |                   |                      |
| Harlequin F.C.   | 23 - 23 | Castres Olympique | The Twickenham Stoop |
|                  |         |                   | The Twickenham Stoop |

| 31 outubro, 2004 |         |               |            |
| Ospreys          | 18 - 20 | Munster Rugby | St Helen's |
|                  |         |               | St Helen's |

| 3 dezembro, 2004  |         |               |                      |
| Castres Olympique | 19 - 12 | Munster Rugby | Stade Pierre Antoine |
|                   |         |               | Stade Pierre Antoine |

| 5 dezembro, 2004 |        |                |            |
| Ospreys          | 24 - 7 | Harlequin F.C. | St Helen's |
|                  |        |                | St Helen's |

| 11 dezembro, 2004 |         |         |                      |
| Harlequin F.C.    | 19 - 46 | Ospreys | The Twickenham Stoop |
|                   |         |         | The Twickenham Stoop |

| 11 dezembro, 2004 |        |                   |              |
| Munster Rugby     | 36 - 8 | Castres Olympique | Thomond Park |
|                   |        |                   | Thomond Park |

| 8 janeiro, 2005   |         |                |                      |
| Castres Olympique | 58 - 13 | Harlequin F.C. | Stade Pierre Antoine |
|                   |         |                | Stade Pierre Antoine |

| 8 janeiro, 2005 |         |         |              |
| Munster Rugby   | 20 - 10 | Ospreys | Thomond Park |
|                 |         |         | Thomond Park |

| 15 janeiro, 2005 |         |               |                    |
| Harlequin F.C.   | 10 - 18 | Munster Rugby | Twickenham Stadium |
|                  |         |               | Twickenham Stadium |

| 15 janeiro, 2005 |         |                   |           |
| Ospreys          | 20 - 11 | Castres Olympique | The Gnoll |
|                  |         |                   | The Gnoll |

Classificação
| Time              | J | V | E | D | T+ | T- | T+/- | P+  | P-  | P+/- | 4+ | 7- | Pts |
| ----------------- | - | - | - | - | -- | -- | ---- | --- | --- | ---- | -- | -- | --- |
| Munster Rugby     | 6 | 5 | 0 | 1 | 12 | 4  | 8    | 121 | 74  | 47   | 1  | 1  | 22  |
| Castres Olympique | 6 | 3 | 1 | 2 | 16 | 13 | 3    | 157 | 121 | 36   | 2  | 0  | 16  |
| Ospreys           | 6 | 3 | 0 | 3 | 11 | 10 | 1    | 135 | 115 | 20   | 1  | 1  | 14  |
| Harlequin F.C.    | 6 | 0 | 1 | 5 | 7  | 19 | −12  | 81  | 184 | −103 | 0  | 1  | 3   |

Legenda: J Jogos, V Vitórias, E Empates, D Derrotas, T+ T- T+/- Tries a favor contra saldo, P+ P- P+/- Pontos a favor contra saldo, 4+ Bônus ofensivo, 7- Bônus defensivo, PTs Pontos,

### Grupo 5
| 22 outubro, 2004 |        |                 |                  |
| Perpignan        | 23 - 0 | Edinburgh Rugby | Stade Aimé Giral |
|                  |        |                 | Stade Aimé Giral |

| 23 outubro, 2004      |       |                   |               |
| Newport Gwent Dragons | 6 -10 | Newcastle Falcons | Rodney Parade |
|                       |       |                   | Rodney Parade |

| 31 outubro, 2004 |         |                       |             |
| Edinburgh Rugby  | 13 - 17 | Newport Gwent Dragons | Murrayfield |
|                  |         |                       | Murrayfield |

| 31 outubro, 2004  |         |           |                       |
| Newcastle Falcons | 19 - 14 | Perpignan | Kingston Park Stadium |
|                   |         |           | Kingston Park Stadium |

| 4 dezembro, 2004      |         |           |               |
| Newport Gwent Dragons | 27 - 14 | Perpignan | Rodney Parade |
|                       |         |           | Rodney Parade |

| 5 dezembro, 2004  |         |                 |                       |
| Newcastle Falcons | 34 - 24 | Edinburgh Rugby | Kingston Park Stadium |
|                   |         |                 | Kingston Park Stadium |

| 11 dezembro, 2004 |         |                   |             |
| Edinburgh Rugby   | 10 - 13 | Newcastle Falcons | Murrayfield |
|                   |         |                   | Murrayfield |

| 11 dezembro, 2004 |        |                       |                  |
| Perpignan         | 32 - 9 | Newport Gwent Dragons | Stade Aimé Giral |
|                   |        |                       | Stade Aimé Giral |

| 8 janeiro, 2005       |        |                 |               |
| Newport Gwent Dragons | 48 - 5 | Edinburgh Rugby | Rodney Parade |
|                       |        |                 | Rodney Parade |

| 8 janeiro, 2005 |         |                   |                  |
| Perpignan       | 33 - 12 | Newcastle Falcons | Stade Aimé Giral |
|                 |         |                   | Stade Aimé Giral |

| 16 janeiro, 2005 |         |           |             |
| Edinburgh Rugby  | 40 - 17 | Perpignan | Murrayfield |
|                  |         |           | Murrayfield |

| 16 janeiro, 2005  |         |                       |                       |
| Newcastle Falcons | 25 - 17 | Newport Gwent Dragons | Kingston Park Stadium |
|                   |         |                       | Kingston Park Stadium |

Classificação
| Time                  | J | V | E | D | T+ | T- | T+/- | P+  | P-  | P+/- | 4+ | 7- | Pts |
| --------------------- | - | - | - | - | -- | -- | ---- | --- | --- | ---- | -- | -- | --- |
| Newcastle Falcons     | 6 | 5 | 0 | 1 | 10 | 11 | −1   | 113 | 104 | 9    | 1  | 0  | 21  |
| Perpignan             | 6 | 3 | 0 | 3 | 15 | 10 | 5    | 133 | 107 | 26   | 2  | 1  | 15  |
| Newport Gwent Dragons | 6 | 3 | 0 | 3 | 17 | 12 | 5    | 124 | 99  | 25   | 2  | 1  | 15  |
| Edinburgh Rugby       | 6 | 1 | 0 | 5 | 10 | 19 | −9   | 92  | 152 | −60  | 1  | 2  | 7   |

Legenda: J Jogos, V Vitórias, E Empates, D Derrotas, T+ T- T+/- Tries a favor contra saldo, P+ P- P+/- Pontos a favor contra saldo, 4+ Bônus ofensivo, 7- Bônus defensivo, PTs Pontos,

### Grupo 6
| 22 outubro, 2004 |         |               |           |
| Ulster Rugby     | 21 - 16 | Cardiff Blues | Ravenhill |
|                  |         |               | Ravenhill |

| 23 outubro, 2004 |         |                  |                  |
| Stade Français   | 39 - 31 | Gloucester Rugby | Stade Jean Bouin |
|                  |         |                  | Stade Jean Bouin |

| 29 outubro, 2004 |         |                |                   |
| Cardiff Blues    | 15 - 38 | Stade Français | Cardiff Arms Park |
|                  |         |                | Cardiff Arms Park |

| 30 outubro, 2004 |         |              |           |
| Gloucester Rugby | 55 - 13 | Ulster Rugby | Kingsholm |
|                  |         |              | Kingsholm |

| 4 dezembro, 2004 |         |              |                  |
| Stade Français   | 30 - 10 | Ulster Rugby | Stade Jean Bouin |
|                  |         |              | Stade Jean Bouin |

| 4 dezembro, 2004 |         |               |           |
| Gloucester Rugby | 23 - 19 | Cardiff Blues | Kingsholm |
|                  |         |               | Kingsholm |

| 11 dezembro, 2004 |         |                |           |
| Ulster Rugby      | 18 - 10 | Stade Français | Ravenhill |
|                   |         |                | Ravenhill |

| 11 dezembro, 2004 |         |                  |                   |
| Cardiff Blues     | 16 - 23 | Gloucester Rugby | Cardiff Arms Park |
|                   |         |                  | Cardiff Arms Park |

| 7 janeiro, 2005 |         |                  |           |
| Ulster Rugby    | 14 - 12 | Gloucester Rugby | Ravenhill |
|                 |         |                  | Ravenhill |

| 7 janeiro, 2005 |         |               |                  |
| Stade Français  | 35 - 16 | Cardiff Blues | Stade Jean Bouin |
|                 |         |               | Stade Jean Bouin |

| 16 janeiro, 2005 |         |              |                   |
| Cardiff Blues    | 16 - 12 | Ulster Rugby | Cardiff Arms Park |
|                  |         |              | Cardiff Arms Park |

| 16 janeiro, 2005 |        |                |           |
| Gloucester Rugby | 0 - 27 | Stade Français | Kingsholm |
|                  |        |                | Kingsholm |

Classificação
| Time             | J | V | E | D | T+ | T- | T+/- | P+  | P-  | P+/- | 4+ | 7- | Pts |
| ---------------- | - | - | - | - | -- | -- | ---- | --- | --- | ---- | -- | -- | --- |
| Stade Français   | 6 | 5 | 0 | 1 | 20 | 9  | 11   | 179 | 90  | 89   | 3  | 0  | 23  |
| Gloucester Rugby | 6 | 3 | 0 | 3 | 14 | 12 | 2    | 144 | 128 | 16   | 1  | 1  | 14  |
| Ulster Rugby     | 6 | 3 | 0 | 3 | 5  | 13 | −8   | 88  | 139 | −51  | 0  | 1  | 13  |
| Cardiff Blues    | 6 | 1 | 0 | 5 | 8  | 13 | −5   | 98  | 152 | −54  | 0  | 3  | 7   |

Legenda: J Jogos, V Vitórias, E Empates, D Derrotas, T+ T- T+/- Tries a favor contra saldo, P+ P- P+/- Pontos a favor contra saldo, 4+ Bônus ofensivo, 7- Bônus defensivo, PTs Pontos,

### Atribuição de lugares
| Vaga | Segundos           | Pts | TF | +/−  |
| ---- | ------------------ | --- | -- | ---- |
| 1    | Leinster Rugby     | 26  | 33 | +157 |
| 2    | Stade Toulousain   | 24  | 21 | +77  |
| 3    | Stade Français     | 23  | 20 | +89  |
| 4    | Biarritz Olympique | 22  | 20 | +71  |
| 5    | Munster Rugby      | 22  | 12 | +47  |
| 6    | Newcastle Falcons  | 21  | 10 | +9   |
| Vaga | Segundos           | Pts | TF | +/−  |
| 7    | Northampton Saints | 21  | 11 | +27  |
| 8    | Leicester Tigers   | 19  | 24 | +78  |
| –    | Castres Olympique  | 16  | 16 | +36  |
| –    | Bath Rugby         | 15  | 15 | +27  |
| –    | Perpignan          | 15  | 15 | +26  |
| –    | Gloucester Rugby   | 14  | 14 | +16  |

## Segunda fase
|  | Quartas de final                           | Quartas de final                      |                                             |    | Semifinais | Semifinais |  |  | Final | Final |
|  |                                            |                                       |                                             |    |            |            |  |  |       |       |
|  | 2 de abril - Lansdowne Road. Dublin        |                                       |                                             |    |            |            |  |  |       |       |
|  |                                            |                                       |                                             |    |            |            |  |  |       |       |
|  | Leinster Rugby                             | 13                                    |                                             |    |            |            |  |  |       |       |
|  | Leinster Rugby                             | 13                                    | 24 de abril - Walkers Stadium, Leicester    |    |            |            |  |  |       |       |
|  | Leicester Tigers                           | 29                                    |                                             |    |            |            |  |  |       |       |
|  | Leicester Tigers                           | 29                                    | Leicester Tigers                            | 19 |            |            |  |  |       |       |
|  | 1 de abril - Stadium Municipal de Toulouse |                                       | Leicester Tigers                            | 19 |            |            |  |  |       |       |
|  |                                            | Stade Toulousain                      | 27                                          |    |            |            |  |  |       |       |
|  | Stade Toulousain                           | Stade Toulousain                      | 27                                          | 37 |            |            |  |  |       |       |
|  | Stade Toulousain                           |                                       | 22 de maio - Murrayfield Stadium, Edimburgo | 37 |            |            |  |  |       |       |
|  | Northampton Saints                         | 9                                     |                                             |    |            |            |  |  |       |       |
|  | Northampton Saints                         | 9                                     | Stade Toulousain                            | 18 |            |            |  |  |       |       |
|  | 2 de abril - Parc des Princes, Paris       |                                       | Stade Toulousain                            | 18 |            |            |  |  |       |       |
|  |                                            | Stade Français                        | 12                                          |    |            |            |  |  |       |       |
|  | Stade Français                             | Stade Français                        | 12                                          | 48 |            |            |  |  |       |       |
|  | Stade Français                             | 23 de abril - Parc des Princes, Paris |                                             | 48 |            |            |  |  |       |       |
|  | Newcastle Falcons                          | 8                                     |                                             |    |            |            |  |  |       |       |
|  | Newcastle Falcons                          | 8                                     | Stade Français                              | 20 |            |            |  |  |       |       |
|  | 3 de abril - Estádio Anoeta, San Sebastián |                                       | Stade Français                              | 20 |            |            |  |  |       |       |
|  |                                            | Biarritz Olympique                    | 17                                          |    |            |            |  |  |       |       |
|  | Biarritz Olympique                         | Biarritz Olympique                    | 17                                          | 19 |            |            |  |  |       |       |
|  | Biarritz Olympique                         |                                       |                                             | 19 |            |            |  |  |       |       |
|  | Munster Rugby                              | 10                                    |                                             |    |            |            |  |  |       |       |
|  | Munster Rugby                              | 10                                    |                                             |    |            |            |  |  |       |       |

### Quartas-de-final
| 1 abril, 2005    |        |                    |                               |
| Stade Toulousain | 37 - 9 | Northampton Saints | Stadium Municipal de Toulouse |
|                  |        |                    | Stadium Municipal de Toulouse |

| 2 abril, 2005  |        |                   |                         |
| Stade Français | 48 - 8 | Newcastle Falcons | Parc des Princes, Paris |
|                |        |                   | Parc des Princes, Paris |

| 2 abril, 2005  |         |                  |                        |
| Leinster Rugby | 13 - 29 | Leicester Tigers | Lansdowne Road. Dublin |
|                |         |                  | Lansdowne Road. Dublin |

| 3 abril, 2005      |         |               |                               |
| Biarritz Olympique | 19 - 20 | Munster Rugby | Estádio Anoeta, San Sebastián |
|                    |         |               | Estádio Anoeta, San Sebastián |

### Semi-finais
| 23 abril, 2005 |         |                    |                         |
| Stade Français | 20 - 17 | Biarritz Olympique | Parc des Princes, Paris |
|                |         |                    | Parc des Princes, Paris |

| 24 abril, 2005   |         |                  |                            |
| Leicester Tigers | 19 - 27 | Stade Toulousain | Walkers Stadium, Leicester |
|                  |         |                  | Walkers Stadium, Leicester |

## Final
| 22 maio, 2005                           |                | |                                                             |
| Stade Toulousain                        | 18 - 12 (pro.) | Stade Français                                                                                            | Murrayfield, Edimburgo Público: 51,326 Árbitro: Chris White |
| Pen: David Skrela (4) 9', 13', 27', 40' |                | Pen: Jean-Baptiste Élissalde (3) 23', 34', 48' Frédéric Michalak (2) 78', 81' Drop: Frédéric Michalak 91' | Murrayfield, Edimburgo Público: 51,326 Árbitro: Chris White |

## Campeão
| Copa Heineken 2004-05                 |
| ------------------------------------- |
| Stade Toulousain Toulouse (3º título) |